# Paläopathologie
Paläopathologie (von griechisch παλαιός, palaios „alt“, und griechisch-deutsch „Pathologie“) beschäftigt sich anhand von tierischen und menschlichen Objekten aus vorwissenschaftlichen Epochen mit Krankheiten und degenerativen Veränderungen in geschichtlichen und vorgeschichtlichen Epochen, insbesondere mit der Bestimmung von Krankheiten aus frühhistorischen Skelettresten und Mumienfunden.
Als junge Wissenschaft ist sie dynamisch; es gibt noch keine direkte Ausbildung. Paläopathologen qualifizieren sich durch ihre Beschäftigung mit geschichtlichen Leichenfunden im Rahmen einer medizinischen (Pathologie/Gerichtsmedizin) bzw. biologischen (Prähistorische Anthropologie) Ausbildung.

## Forschungsgeschichte
Als Begründer der Paläopathologie gilt der englische Bakteriologe Marc Armand Ruffer, der auch den Ausdruck „Paläopathologie“ für die pathologische Erforschung menschlicher und tierischer Überreste aus frühen Zeiten prägte. Ähnlich wie in der Ägyptologie, so waren es auch in der Paläopathologie vor allem Einzelpersonen, die die Methoden und Techniken entwickelten und den Wissenschaftszweig formten. Beispielsweise hatte auch schon Philippe-Charles Schmerling 1833/34 in seinem Werk Recherches sur les ossements fossiles découverts dans les cavernes de la Province de Liège pathologische Befunde an den von ihm entdeckten Tierfossilien beschrieben.

## Untersuchungsmethoden
Bei Untersuchungen direkt am Individuum unterscheidet man invasive und nichtinvasive Methoden. Nichtinvasive Methoden greifen nicht in den Körper ein, so dass der Fund nicht beschädigt wird.
- Nichtinvasive Methoden
  - Morphognostik, das heißt, Beschau der Überreste
  - Röntgen, Nachteil: meist nur zweidimensional
  - Computertomographie, dreidimensional, auch weiches Gewebe wird erfasst
- Invasive Methoden
  - Dünnschliffe für Mikroskopie
  - molekularbiologische Untersuchung (zum Beispiel alte DNA)
  - chemisch-analytische Untersuchungen (etwa zum Nachweis von Giften)

Darüber hinaus gibt es in seltenen Fällen auch Untersuchungen an überlieferten Fäkalien, etwa in mittelalterlichen Latrinen oder Kloaken oder an Koprolithen (fossilisierter Dung), die Aufschluss über den Darm-Parasitenbefall ihrer Verursacher liefern können.
Im Folgenden seien einige Bereiche näher beleuchtet:

### Untersuchung am Hartgewebe
Knochen und Zähne sind meistens am besten – bzw. in den überwiegenden Fällen als einzige Reste – überliefert, dementsprechend häufig werden die Methoden auch an diesen Geweben angewendet. Die Untersuchung konzentriert sich dabei auf:
- degenerative Veränderungen, das heißt, Abnutzungserscheinungen am Knochen durch Über- bzw. Fehlbelastung, dazu zählen zum Beispiel Wirbelsäulenerkrankungen[3] und arthrotische Erscheinungen an den Gelenken. Diese Veränderungen fallen in den Bereich des „Normalen“ solange keine Beschwerden auftreten. Sind dagegen massive Veränderungen oder Entzündungen erkennbar, spricht man von pathologischen (also krankhaften) Veränderungen. Der Übergang degenerativ – pathologisch ist fließend, wird aber zum Beispiel durch die Trennung von Arthrose (= rein degenerativ) und Arthritis (= entzündlich) zum Ausdruck gebracht.
- Infektionskrankheiten hinterlassen seltener beobachtbare Spuren, jedoch gibt es Ausnahmen wie etwa Karies, entzündliche Prozesse in Knochennähe (zum Beispiel Parodontitis/Gingivitis oder auch schlecht verheilte, tiefe Wunden). Noch seltener lassen sich die meisten Infektionskrankheiten mit Bestimmtheit diagnostizieren, als Ausnahme seien hier Osteomyelitis oder Syphilis genannt, die ein typisches Symptombild am Knochen hinterlassen.
- Neubildungen wie Nieren- oder Blasensteine, aber auch Gewebsneubildungen (vor allem am Knochen, zum Beispiel Tumoren) können unter günstigen Erhaltungsbedingungen und bei sachgemäßer Bergung festgestellt werden
- Traumata, das heißt, physische Gewalteinwirkungen auf Gewebe (Knochenbrüche beispielsweise) und der Verlauf ihrer Heilung.
- Mangelerscheinungen sind in bestimmten Bereichen ebenfalls nachweisbar, zum Beispiel bewirkt Blutarmut (Anämie) den Abbau der Deckknochenschicht im Dach der Augenhöhle (sog. Cribra orbitalia). Rachitis, das heißt, eine Knochenerweichung aufgrund Vitamin-D-Mangels hinterlässt ebenfalls klare Spuren.
- Der Wachstumsverlauf bestimmter Bereiche, etwa des Zahnschmelzes oder der Langknochen ist ebenfalls dokumentierbar, so schlagen sich Verlangsamung bzw. Stillstand des Wachstums in Schmelzhypoplasien (Fehlbildungen in Form waagerechter Rillen) und sog. Harris-Linien (Linien im Querschnitt der Langknochen-Enden) nieder.
- Erberkrankungen sind, wenn sie das Knochenwachstum beeinflussen, ebenfalls nachweisbar. Aufgrund ihres seltenen Auftretens, verbunden mit dem häufig frühen Ableben der Betroffenen und dementsprechend schlechter Erhaltung der fragilen Kinderknochen gehören sie jedoch zu den Randerscheinungen paläopathologischer Forschung. (Bsp.: Hydrocephalus, Mikrocephalus, Skaphocephalus)

### Molekularbiologische Untersuchungen
In organischen Überresten, die sich auch auf wenige Zellen (etwa innerhalb des kompakten Knochens) beschränken können, lassen sich bei günstigen Erhaltungsbedingungen körpereigene Stoffe nachweisen. Die derzeitige Forschung konzentriert sich in diesem Bereich auf die Untersuchung alter DNA, die unter Umständen Aufschluss über Infektionskrankheiten liefern kann. Auf diesem Wege ist zum Beispiel die Pest bereits in frühmittelalterlichen Skeletten aus Bayern nachgewiesen. Andere Infektionen, wie etwa Malaria, sind ebenfalls nachgewiesen, doch scheinen nicht alle Erreger grundsätzlich beobachtbare Spuren in altem Material zu hinterlassen – der molekularbiologische Nachweis von Syphilis beispielsweise misslang bisher.
Zukünftig werden auf diesem Wege wohl ebenfalls Erbkrankheiten nachweisbar sein, auf alle Fälle solche, die durch Genmutationen verursacht werden.

## Erkenntnisgewinn
Die beobachteten Symptome werden nach der Dokumentation für jedes Individuum zur Rekonstruktion seiner Lebens-, speziell aber seiner Krankheitsgeschichte genutzt. Wie gesehen, sind eindeutige Krankheitsbilder selten, die Ursachen der Mangelerscheinungen und Wachstumsverlangsamung sind aufgrund ihrer möglichen Vielfalt (Krankheiten, Mangel-/Fehlernährung) ebenfalls schwer zu bestimmen. Dagegen lassen sich durch die Zusammenschau mit anderen anthropologischen (Sterbealter, Geschlecht) und archäologischen Daten (Ort der Bestattung, Grabbau, Beigaben oder ähnlichem) Aussagen zu den Lebensumständen allgemein sowie zu evtl. Verteilungsmustern bestimmter Erscheinungen innerhalb einer Gesellschaft treffen. Im Einzelnen kann so etwa bestimmt werden, ob bestimmte Bevölkerungsteile im Vergleich mit anderen, etwa Männer und Frauen oder ärmere und reichere stärkeren körperlichen Belastungen ausgesetzt waren oder häufiger bestimmte Symptombilder aufzeigen. Beispielsweise konnte Johannes Müller anhand der Bestattungen im hallstattzeitlichen Magdalenenberg nachweisen, dass reichere Grabausstattungen mit Kariesbefall korrelierten, das heißt, materiell besser gestellte Personen auch qualitativ bessere Nahrung zu sich nahmen (feiner gemahlenes Mehl begünstigt, neben Süßspeisen und ähnlichem, Karies).
In einigen Fällen ist auch die Beschreibung von Therapien gegen Krankheiten und bei Traumata in vergangenen Zeiten mithilfe paläopathologischer Beobachtungen möglich (s. Medizingeschichte). Die seit dem Mesolithikum auftretenden Schädelöffnungen (Trepanationen) sind wohl das bekannteste Beispiel dafür – obwohl neben der medizinischen Indikation auch andere Ursachen, etwa religiöser Natur, als Erklärung angeführt werden können.
Die Nutzung von Degenerativa zur Sterbealtersschätzung ist überdies in der prähistorischen Anthropologie, hier vor allem im angloamerikanischen Raum, weit verbreitet, obwohl die starke Umweltabhängigkeit dieser Merkmale bekannt ist.